# E531号線
E531号線 (E531ごうせん、英: European route E531) はドイツにあり、オッフェンブルク – ドナウエッシンゲンを結ぶ、欧州自動車道路のBクラス幹線道路。
- ドイツ
  - E35号線 – オッフェンブルク
  - ドナウエッシンゲン